# Phortica sobodo
Phortica sobodo är en tvåvingeart som beskrevs av Burla 1954. Phortica sobodo ingår i släktet Phortica och familjen daggflugor.
Artens utbredningsområde är Elfenbenskusten. Inga underarter finns listade i Catalogue of Life.